# Jérôme Marchant
Pour les articles homonymes, voir Marchant.
Jérôme Marchant ou Marchand, né en 1540 à Auxi-le-Château et mort le 26 septembre 1594 à la Grande Chartreuse, est un moine chartreux, qui fut prieur de Grande Chartreuse et ministre général de l'ordre des Chartreux.

## Biographie
Après avoir terminé ses études, Jérôme Marchant devient prêtre, puis se consacre à l'instruction des enfants pauvres d'Auxi-le-Château. Il enseigne au collège d'Abbeville, où il rencontre les chartreux.
Âgé de vingt-deux ans, Jérôme Marchant prend l'habit dans la Chartreuse de Saint-Honoré d'Abbeville, en 1562. Quelques années après sa profession, il est nommé procureur du couvent. Dom Bernard Carasse, alors visiteur de la province de Picardie, le remarque, et lorsqu'il est nommé général de l'ordre, il l'appelle près de lui.
A la Grande Chartreuse, Dom Marchant est nommé procureur, puis nommé successivement secrétaire du général, vicaire et enfin maître des novices. En 1585, on l'envoie à Lyon pour la fondation d'une nouvelle chartreuse, dont il est le premier prieur. Il occupe encore ce poste, lorsqu'on l'appelle à remplacer Dom Jérôme Lignano, pendant le chapitre de 1588.
Pendant son généralat, le 31 octobre 1592, le monastère de la Grande Chartreuse est presque entièrement détruit par un nouvel incendie.
Pendant son mandat, Dom Jérôme Marchant s’attache à réglementer les rapports entre la maison haute et les « obédiences » suivant un modèle décentralisé.